# 南大通 (豊川市)
南大通（みなみおおどおり）は、愛知県豊川市の町名。現行行政地名は南大通2丁目から6丁目。

## 地理
豊川市中央部に位置し、南は牛久保町・下長山町、北は諏訪に接する。
愛知県道400号豊橋豊川線（南大通）沿線にある細長い町であり、南から北に向かって2丁目から6丁目の順に配置されている。北端は名鉄豊川線との交差地点で、付近に諏訪町駅がある。

### 河川
- 佐奈川

## 世帯数と人口
2023年（令和5年）3月31日現在の世帯数と人口は以下の通りである。
| 町丁   | 世帯数  | 人口  |
| ------ | ------- | ----- |
| 南大通 | 191世帯 | 417人 |

## 学区
市立小・中学校に通う場合、学区は以下の通りとなる。また、公立高等学校に通う場合、学区は以下の通りとなる。
| 区域     | 小学校               | 中学校             | 高等学校 |
| -------- | -------------------- | ------------------ | -------- |
| 2～3丁目 | 豊川市立牛久保小学校 | 豊川市立南部中学校 | 三河学区 |
| 4～6丁目 | 豊川市立中部小学校   | 豊川市立南部中学校 | 三河学区 |

## 歴史

### 沿革
- 1960年（昭和35年）2月21日 - 以下の通り、牛久保町の一部より南大通2～6丁目が成立[1]。
  - 2丁目 - 牛久保町稲市場・猿屋敷・西出口の各一部
  - 3丁目 - 牛久保町猿屋敷・光輝前・光輝脇の各一部
  - 4丁目 - 牛久保町石仏・中野川・光輝脇・光輝西・光輝前の各一部
  - 5丁目 - 牛久保町中野川・新切の各一部
  - 6丁目 - 牛久保町上野川向・才ノ神・新切の各一部

## 施設
- 豊川南大通郵便局
- 豊橋信用金庫南大通支店
- 岡崎信用金庫豊川支店

## 交通
- 愛知県道400号豊橋豊川線（南大通）

## その他

### 日本郵便
- 郵便番号 : 442-0889[3]（集配局：豊川郵便局[8]）。